# آنا صموئيل
آنا صموئيل (بالألمانية: Anna Samuil) (و. 1976  م) هي مغنية، ومغنية أوبرا، ومؤدية من الاتحاد السوفيتي، وروسيا، ولدت في بيرم.